# بودليا دافيدي
بودليا دافيدي (بالإنجليزية: Buddleja davidii)، ويسمى بليلك الصيف، أو شجيرة الفراشة، أو العين البرتقالية، هو نوع من النباتات المزهرة في فصيلة الغدبيات، موطنه اليابان ومقاطعتي سيتشوان و خوبي في الصين. يستخدم غالبًا كنبات زينة.
اسم الجنس (Buddleja) نسبة إلى عالم النبات الإنجليزي القس آدم بادل، واسم النوع (davidii) تكريمًا للمستكشف الفرنسي في الصين أرمان دافيد.
في عام 1887، عثر عليها أوغسطين هنري بالقرب من ييتشانغ وأرسلها إلى سانت بطرسبرغ.
أرسل عالم النبات جان أندريه سولي، بذورًا إلى مشتل فيلمورين الفرنسي، ودخل النبات التجارة في تسعينيات القرن التاسع عشر.
حصل النبات على جائزة الاستحقاق من الجمعية الملكية للبستنة في عام 1898، وجائزة الاستحقاق الحدائق (AGM) في عام 1941.

## وصف
هي شجيرة قوية ذات شكل مقوس، تنمو حتى 5 م (16 قدم). يصبح اللحاء متشققًا بعمق مع تقدم العمر. الفروع ذات شكل مربع في المقطع، والبراعم الأصغر مغطاة بطبقة من الغطاء النباتي. الأوراق رمحية متقابلة طولها بين 7–13 سـم (3–5 بوصة)، تغطى بقشرة من الأسفل عندما يكون صغيراً. نواراتها بلون الخزامي إلى البنفسجي وذات رائحة عسلية تتجمع في عثاكيل طولها 20 سـم (8 بوصة).
الأزهار خنثى وليست أحادية الجنس (أزهار ذكرية وأنثوية منفصلة على نفس النبات).
الصيغة الصبغية 2n = 76 (رباعية الصيغة الصبغية).

### تصنيف لوينبرغ
أدرج عالم النبات الهولندي أنطونيوس لوينبرغ في تنقيحه لتصنيف أنواع بودليا الأفريقية والآسيوية عام 1979، الأنواع الستة ضمن النوع الرئيسي، معتبرًا إياها ضمن التباين الطبيعي للنوع، ولذلك لا تستحق تصنيفًا مستقلًا. وقد اعتمد تصنيف لوينبرغ في كتاب نباتات الصين الصادر عام 1996.
ولكن بما أن الفروقات بين الأصناف السابقة لا تزال معروفة جيدًا في مجال البستنة، فسيتم التعامل معها بشكل منفصل هنا:
| - <i id="mwYA">بودليجا ديفيدي</i> فار <i id="mwYQ">ألبا</i> - <i id="mwZA">بودليجا ديفيدي</i> فار <i id="mwZQ">ماجنيفيكا</i> | - <i id="mwag">بودليجا ديفيدي</i> فار <i id="mwaw">نانهوينسيس</i> - <i id="mwbg">بودليجا ديفيدي</i> فار <i id="mwbw">سوبربا</i> | - <i id="mwdA">بودليجا ديفيدي</i> فار <i id="mwdQ">فيتشيانا</i> - <i id="mweA">بودليجا ديفيدي</i> فار <i id="mweQ">ويلسوني</i> |

## زراعة
تزرع أصناف البودليا دافيدي حول العالم لأغراض الزينة ولأهمية أزهارها كمصدر غذاء للعديد من أنواع الفراشات. ولكن هذا النبات لا يوفر الغذاء ليرقات الفراشات، وقد يسبب نمو نباتات البودليا منافسة للنباتات الأساسية التي تعتمد عليها اليرقات.
تموت هذه الأنواع وأصنافها في الشتاء القارس في المناطق الشمالية أو الجبلية، إذا انخفضت درجة الحرارة عن −15 إلى −20 °م (5 إلى −4 °ف) .
النبات الأصغر سنًا أكثر أزهارًا، لذلك حتى لو لم يقتل الصقيع نمو العام السابق، فعادة ما يتم تقليم الشجيرة بشدة في الربيع بعد انتهاء الصقيع، لتحفيز نمو جديد.
يمكن إزالة النورات الذابلة للحد من مشكلة التكاثر الذاتي وتشجيع إنتاج المزيد من الأزهار؛ مما يطيل موسم الإزهار الذي يقتصر عادةً على ستة أسابيع، رغم أن أزهار الدفعات اللاحقة تكون أصغر دائمًا.
منطقة الصلابة: 5-9.
هناك ما يقرب من 180 مستنبت نباتي من هذا النبات، إضافة إلى العديد من الأنواع الهجينة،اوالعديد منها له طبيعة قزمة، حيث لا يزيد ارتفاعها عن 1.5 م (5 قدم) .
أجرى مدير تقييم النباتات في حديقة شيكاغو النباتية في غلنكويي في ولاية إلينوي (منطقة صلابة 5) دراسة استمرت 6 سنوات على حوالى 50 صنفًا من نبات بودليا، ملخصًا في عام 2015 خصائص كل صنف ونتائج الدراسة.
أشارت دراسات جامعية إلى أن الفراشات التي تفضل رحيق أزهار بعض مزارعي بودليا أكثر من غيرها من الأزهار، ويتصدر نبات قسور قائمة تضم أحد عشر نوعًا.

## الأنواع المجتاحة

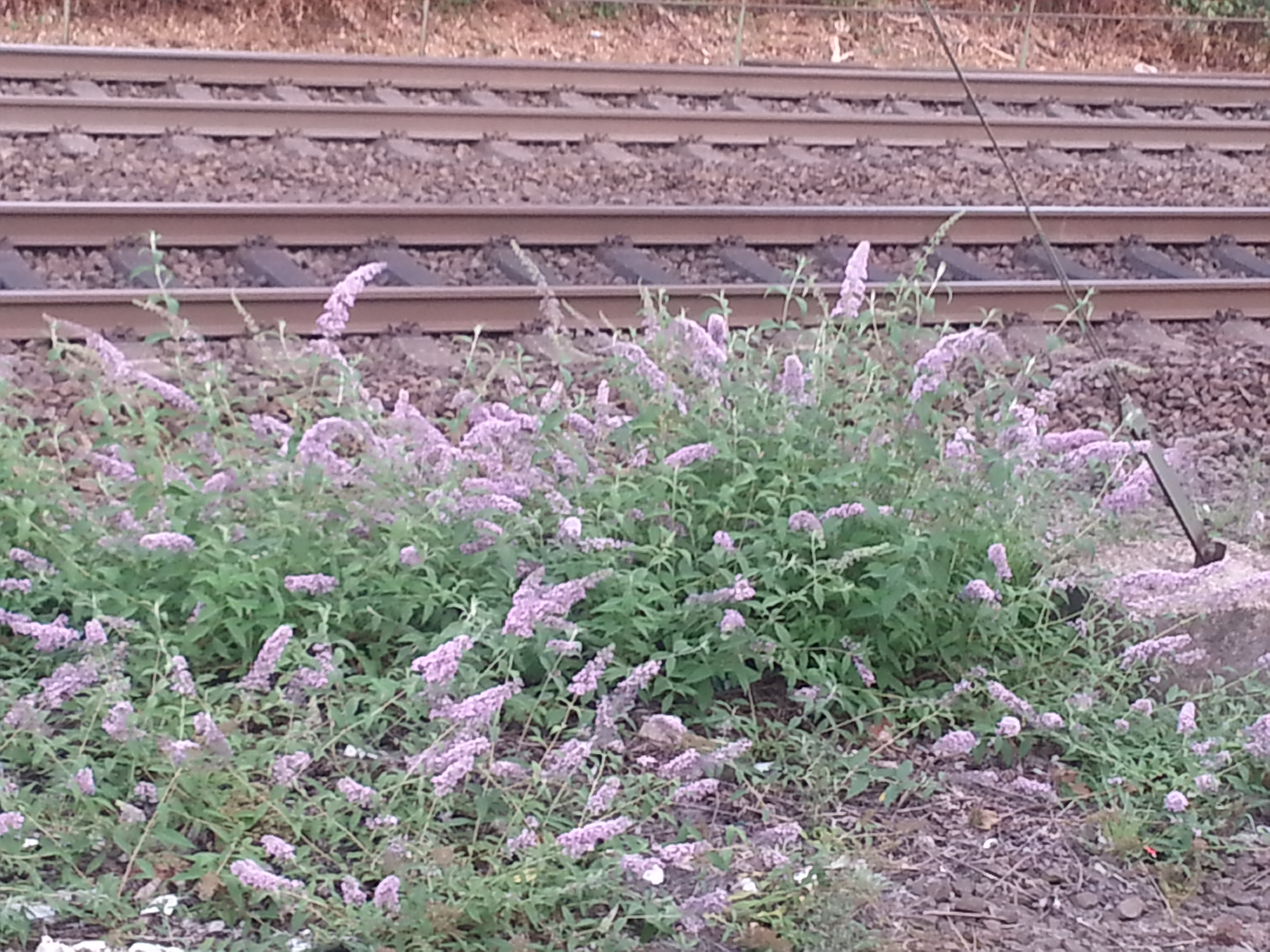
شجيرة بودليا دافيدي مزروعة ذاتيًا على طريق سكة حديد في دوسلدورف، ألمانيا (2016)

صُنف النبات على أنه مجتاح أو " عشب ضار " في عدد من بلدان المناخ المعتدل، مثل المملكة المتحدة وأيرلندا ونيوزيلندا. ومتجنسة في أستراليا وفي العديد من مدن وسط وجنوب أوروبا، تنتشر على الأراضي المفتوحة وخطوط السكك الحديدية والمناطق الحضرية والحدائق.
تم توثيقه لأول مرة كنبات مجتاح في المملكة المتحدة في عام 1922.
وكان ينمو بكثرة في مواقع القصف الحضري بعد الحرب العالمية الثانية، فحصل على لقب نبات مواقع القصف.
يُسوق النبات في جميع أنحاء الولايات المتحدة، وقد أصبح مجتاحًا في بعض المناطق التي زرع فيها، ولكن ليس جميعها.
رغم أن أزهاره تغذي العديد من الفراشات المحلية والحشرات الملقحة الأخرى، إلا أن زراعته أصبحت مثيرة للجدل.
لمنع تكون البذور وتحفيز المزيد من الإزهار، يجب إزالة أزهاره الذابلة فورًا.

## الأنواع غير الضارة
توفرت العديد من نبات بودليا بأحجام وألوان أزهار متنوعة وهي إما معقمة أو تنتج بذورًا قابلة للحياة بنسبة أقل من 2%. صنفت ولاية أوريغن في الولايات المتحدة النبات على أنه عشب ضار، وفي البداية حظرت التعامل بأى من أصنافه، ثم عدلت الحجر الصحي في عام 2009 للسماح بدخول تلك الأصناف عند الموافقة عليها أو عند ثبوت أنها هجينة.
اتخذت ولاية واشنطن إجراءات مماثلة لما اتخذتها ولاية أوريغن لتحقيق التكافؤ في مبيعات المشاتل بين الولايتين.
طور دينيس فيرنر سلسلة قسور الهجينة من نبات بودليجا ونباتي بودليجا الهجينين ميس روبي، وميس فيوليت في حديقة جيه سي رولستون التابعة لجامعة ولاية كارولاينا الشمالية في رالي، وفي محطة أبحاث ساند هيلز التابعة للجامعة في جاكسون سبرينجز. لقد اختار معظم هذه النباتات الهجينة لضآلة إنتاجها للبذور ولأنها غير مجتاحة.
تتراوح أحجام أعضاء نبات قسور من 30 سنتيمتر (11.8 بوصة)إلى 1.5 متر (4.9 قدم).
في عام 2008، قدم فيرنر أول أصناف زراعته (بلو شيب). وقد استمد العديد من الأصناف الحديثة من هجائنه السابقة. مع أن بعضها، مثل القسور، لا ينتج حبوب لقاح قابلة للحياة ومما يعنى عقمًا أنثويًا، إلا أن النباتات ليست بالضرورة معقمة تمامًا. كان معظمها لا يزال متوفرًا في عام 2022.
طور بيتر بوداراس سلسلة Flutterby من نبات البودليا خلال العقد الأول من القرن الحادي والعشرين أثناء عمله في قسم البستنة بجامعة كورنيل في إثاكا في نيويورك، وحصل على براءة اختراعها في عام 2011.
اختار بوداراس كل صنف من هذه الأصناف بسبب عقمها أو انخفاض خصوبتها. رغم أن العديد منها لم يعد متاحة تجاريًا ونادرة في الزراعة. وتوصي منظمة Monarch Watch بزراعة أصناف Flutterby العقيمة من الذكور فقط.

## معرض الصور

Monarch butterfly feeding on a Buddleja flower, Connecticut, United States فراشة ملكية تتغذى على زهرة بودليا في ولايةكونيتيكت بالولايات المتحدة
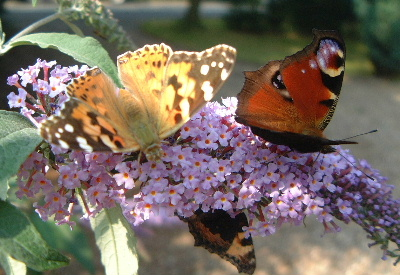
زهور بودليا دافيدي مع طاووسية السيدة الجميلة، وطويس أوروبي، و(أسفل) فراشات الطويس القراصي
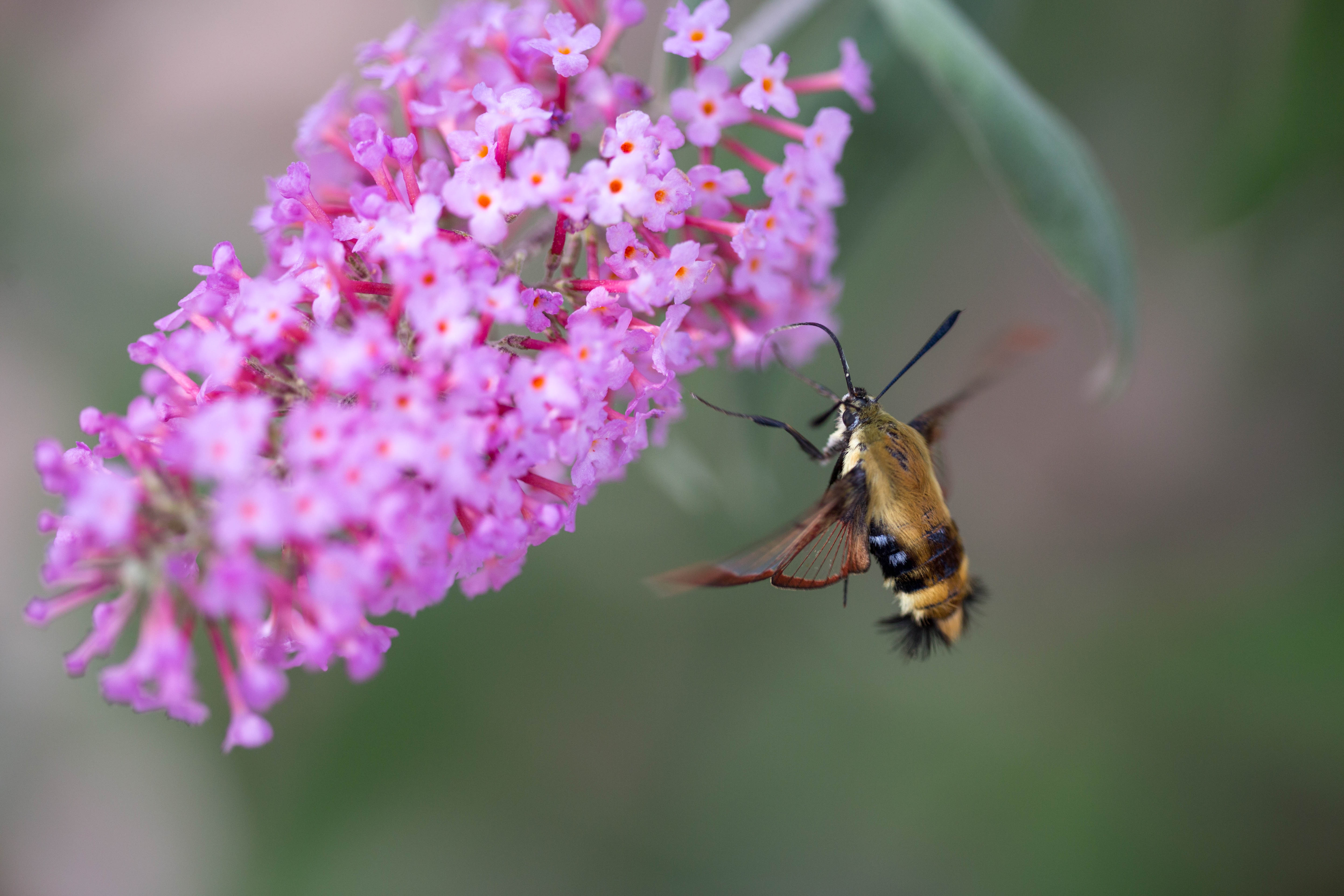
فراشة ثلجية شفافة الجناح تحمل حبوب اللقاح على خرطومها أثناء تحليقها حول زهرة بودليا
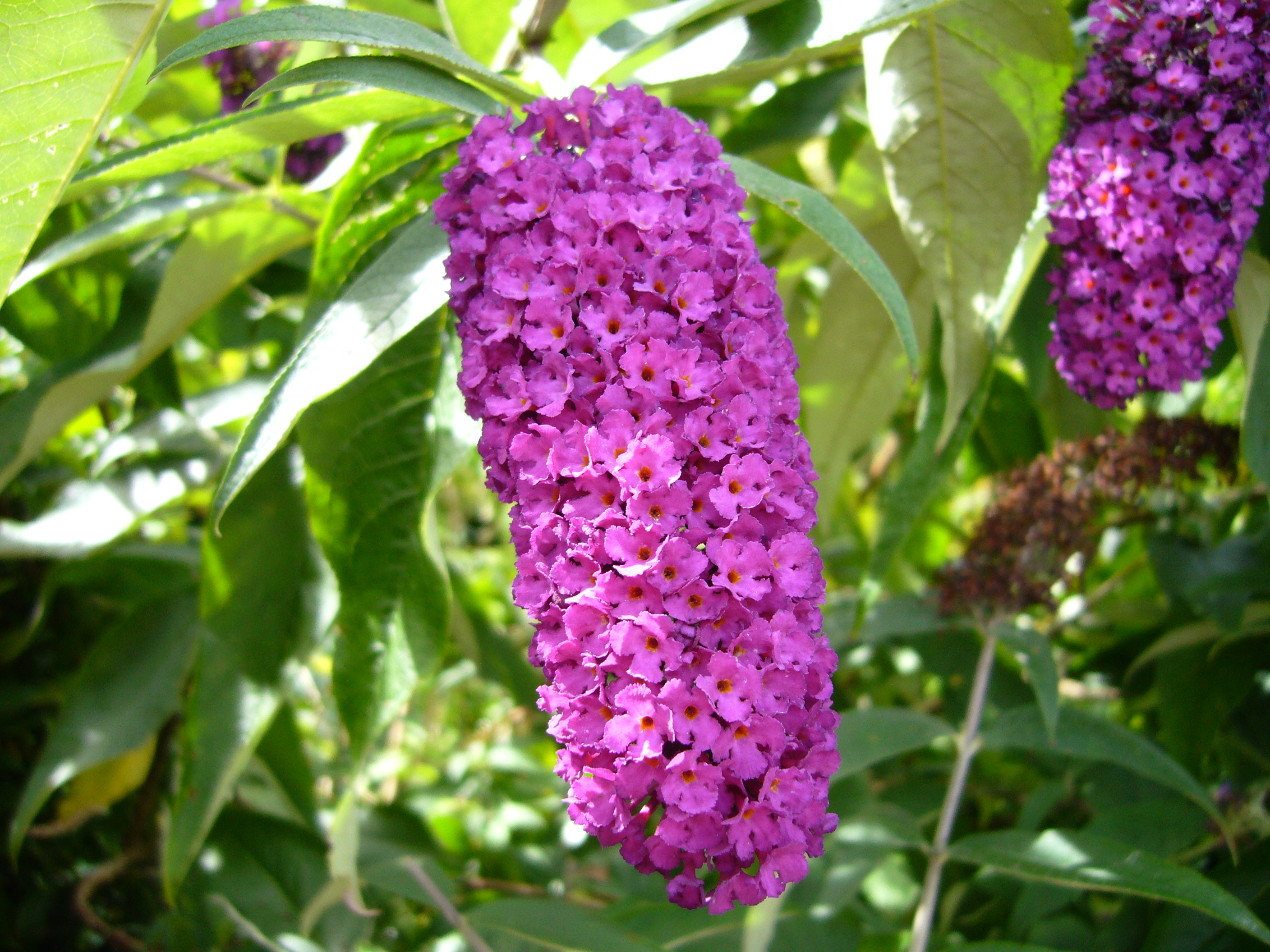
صورة لزهور صنف بودليا دافيدي الأرجوانية
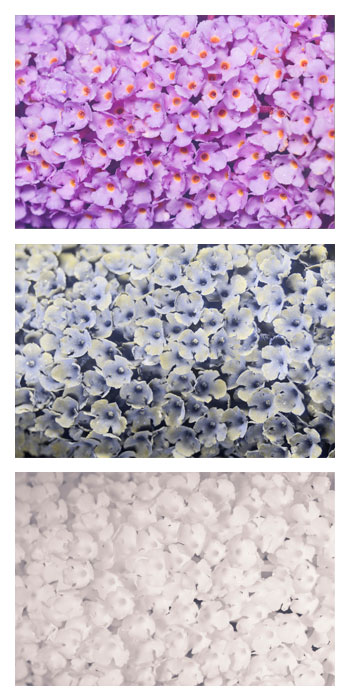
لقطة مقربة لزهور بودليا دافيدي الأرجوانية الملتقطة في الضوء المرئي(بالأعلى) والأشعة فوق البنفسجية(بالمنتصف) والأشعة تحت الحمراء(بالأسفل)
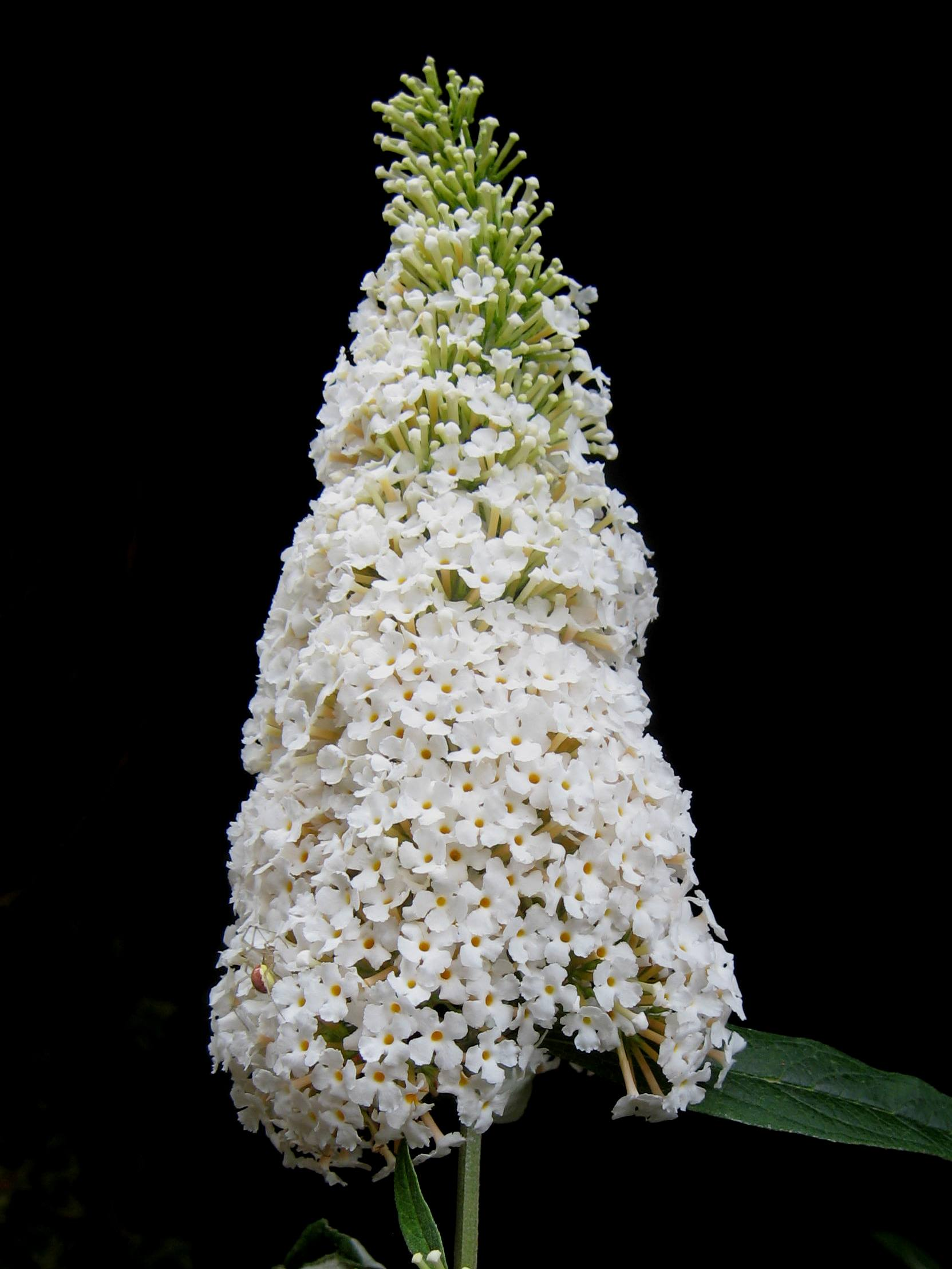
زهور بودليا البيضاء
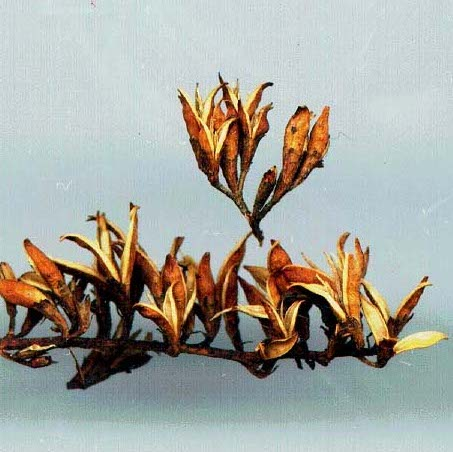
كبسولات البذور
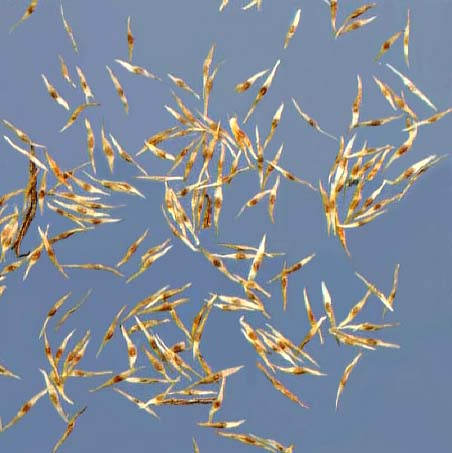
البذور
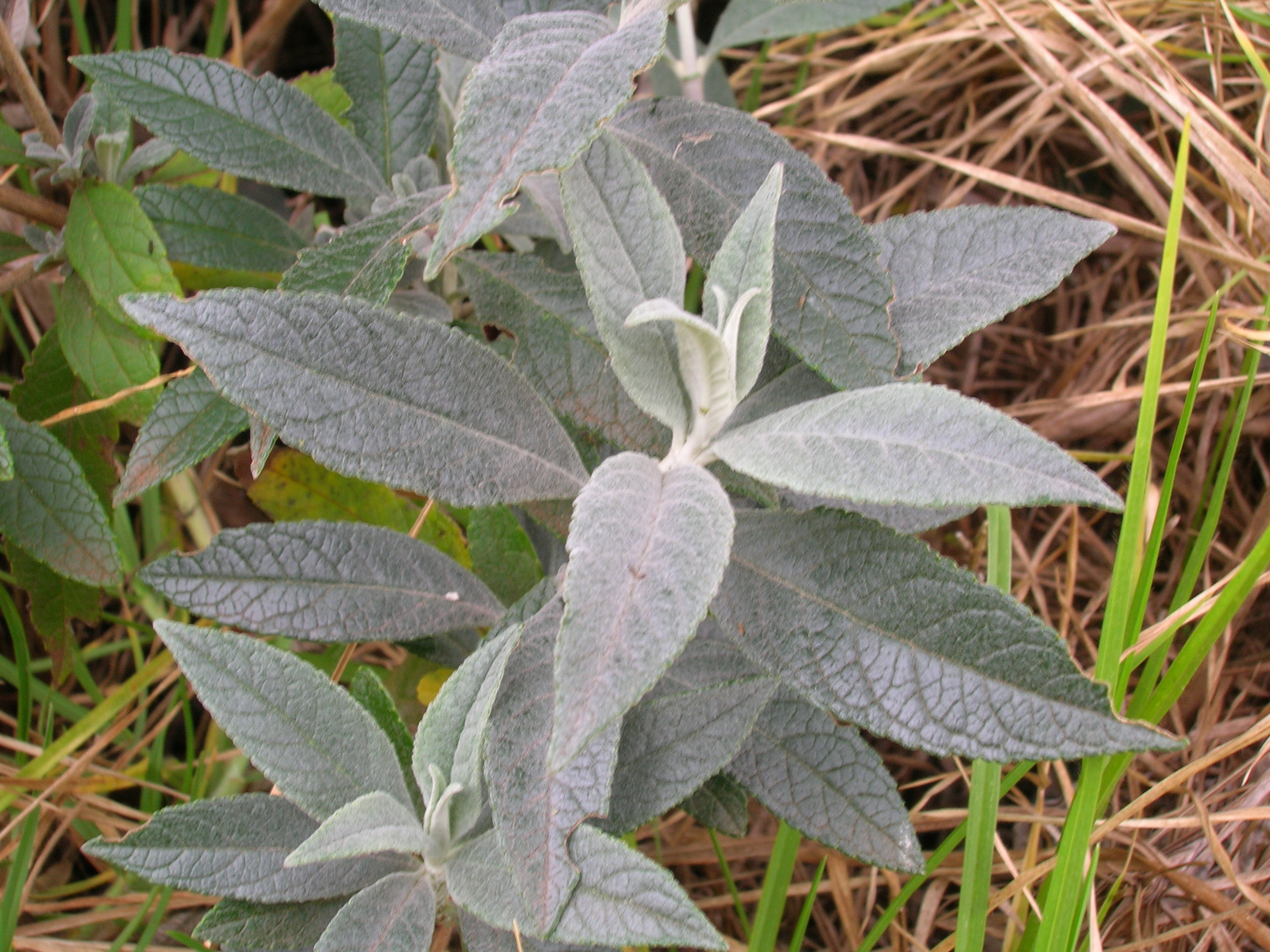
الأوراق